# Villa Martini Bernardi (Calenzano)
Villa Martini Bernardi  è un edificio storico sito in località Sommaia, nel comune italiano di Calenzano. Fu eretta alla fine del Settecento dalla famiglia Levi Mortera.
Dopo la caduta di Napoleone, fu trasferita insieme con le due fattorie circostanti alla possente famiglia Martini Bernardi che le dette il taglio attuale ed ampliò notevolmente gli annessi. Ai Martini Bernardi si deve l'attuale giardino disegnato dal Cambray Digny.